# الإبادة الجماعية ضد الفلسطينيين

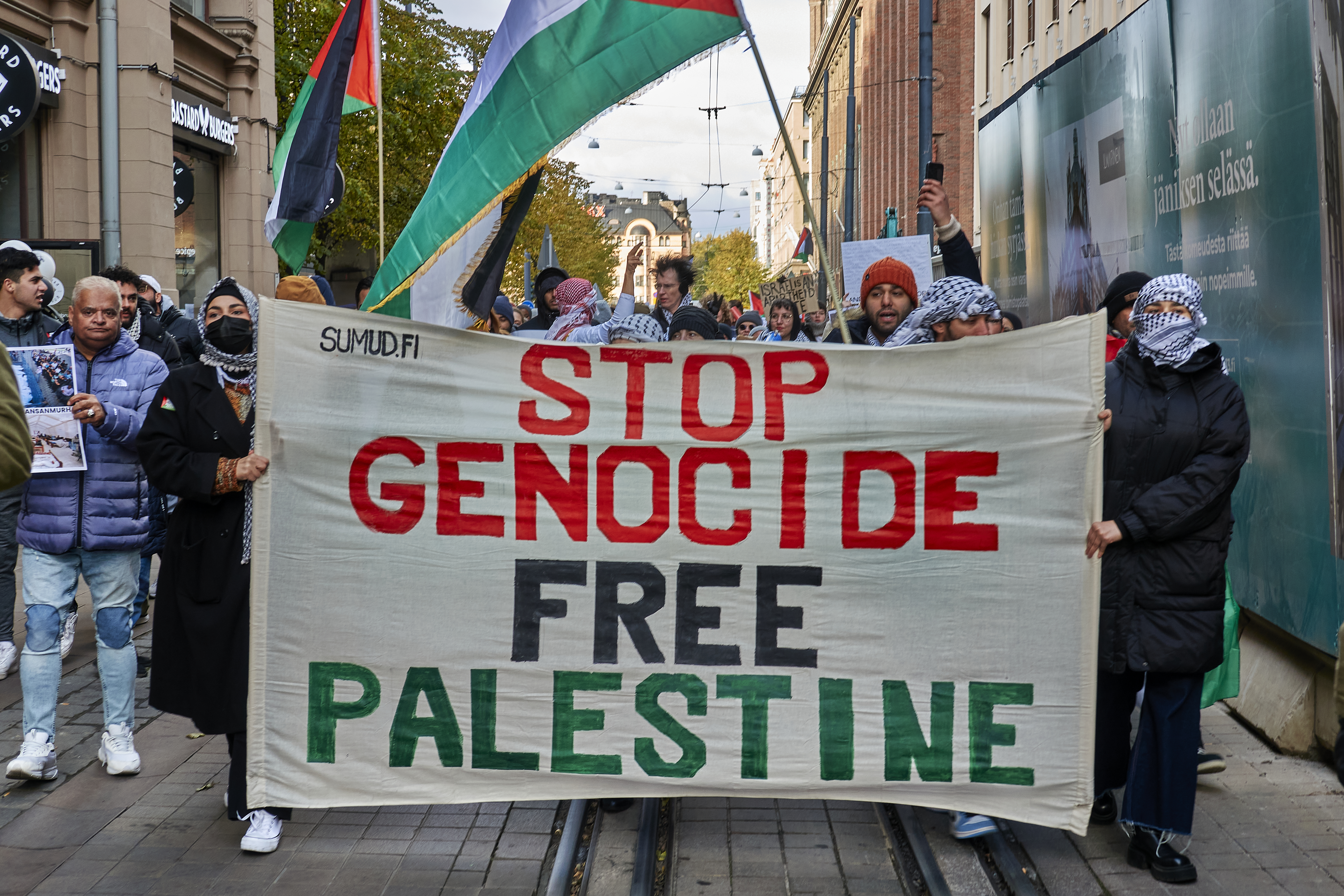
مظاهرة "أوقفوا الإبادة الجماعية، حرروا فلسطين" في هلسنكي، فنلندا، 21 أكتوبر 2023.

وُجه لإسرائيل اتهام بالتحريض أو تنفيذ الإبادة الجماعية ضد الفلسطينيين خلال القضية الفلسطينية. ويرتبط هذا الاتهام بتصور إسرائيل كدولة استعمارية استيطانية. أولئك الذين يعتقدون أن تصرفات إسرائيل تشكل إبادة جماعية يشيرون عادةً إلى ظاهرة معاداة الفلسطينيين، ورهاب الإسلام، ومعاداة العرب في المجتمع الإسرائيلي، ويستشهدون النكبة، ومجزرة صبرا وشاتيلا، وحصار غزة، والحرب على غزة 2014. والحرب الفلسطنية الإسرائيلية 2023 باعتبارها تجسيدًا ماديًا للإبادة الجماعية.
وجه علماء القانون الدولي والإبادة الجماعية للمسؤولين الإسرائيليين تهمة استخدام لغة تجردهم من الإنسانية. خلال الحرب الفلسطينية الإسرائيلية 2023، حذر مؤرخ الهولوكوست الإسرائيلي عومير بارتوف من أن التصريحات التي أدلى بها كبار المسؤولين الإسرائيليين "يمكن تفسيرها بسهولة على أنها تشير إلى نية الإبادة الجماعية".
رفضت إسرائيل والولايات المتحدة ورابطة مكافحة التشهير ومنظمات أخرى وبعض علماء القانون والإبادة الجماعية؛ التأكيد على أن إسرائيل متورطة في الإبادة الجماعية. بينما يصور بعض العلماء الفلسطينيين على أنهم ضحايا الإبادة الجماعية، يرى آخرون أنهم ليسوا ضحايا الإبادة الجماعية، بل ضحايا التطهير العرقي، الإبادة السياسية، إبادة الفضاء، الإبادة الثقافية أو ما شابه ذلك؛ ولا يزال آخرون يجادلون بأن أياً من هذه الأمور لم يحدث.
يجادل منتقدو الاتهام أحيانًا بأن التهمة بأن إسرائيل ترتكب إبادة جماعية؛ هي تأكيد شائع يُردده مناهضو الصهيونية بهدف "شيطنة" إسرائيل.

## التاريخ

### القرن ال 20

#### النكبة

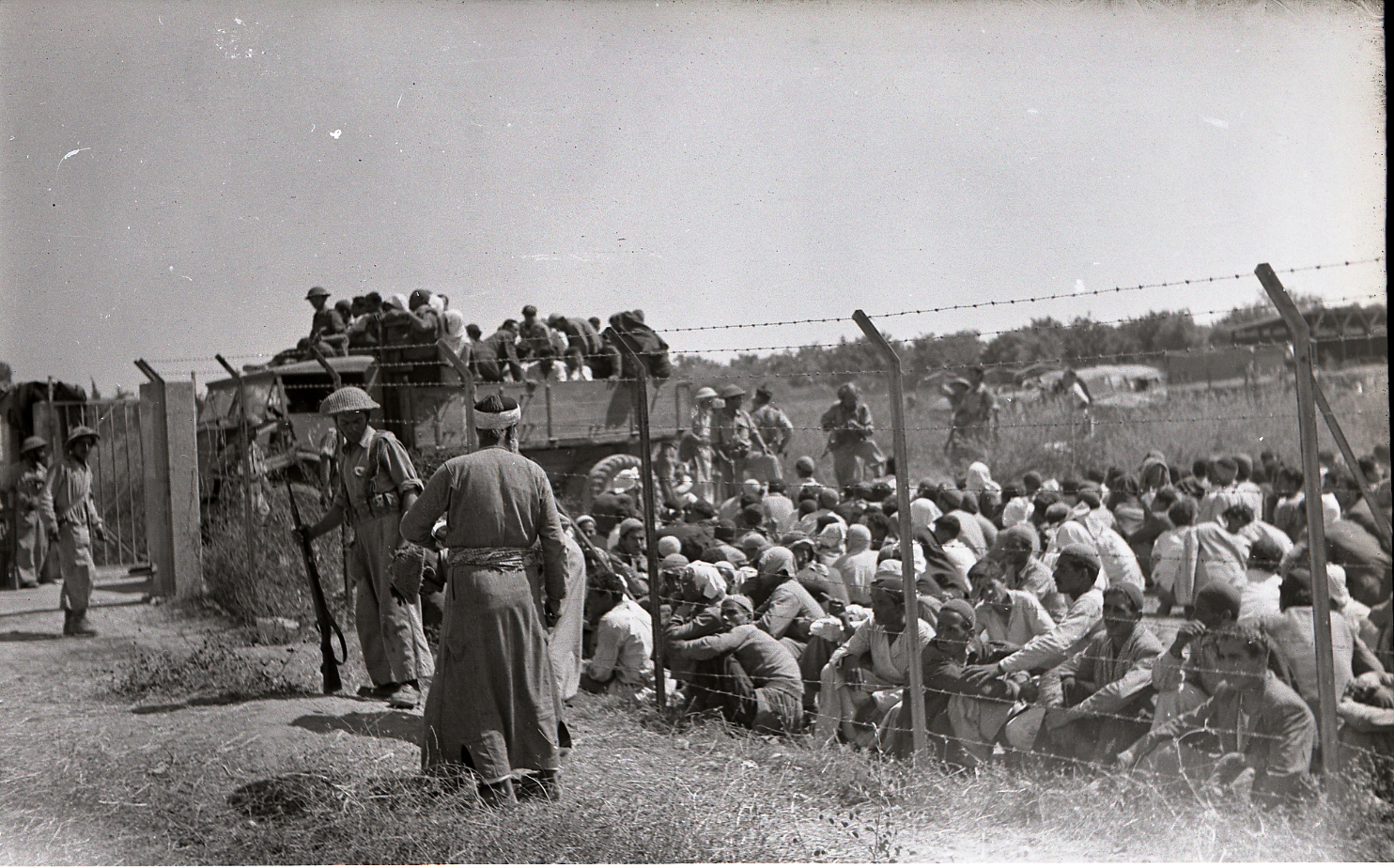
رجال عرب خلف سياج من الأسلاك الشائكة قبل طردهم. الرملة، 10 يوليو 1948

في عام 2010، ناقش المؤرخان مارتن شو وعومر بارليف ما إذا كان ينبغي اعتبار نكبة 1948 إبادة جماعية، حيث جادل شو بأنه يمكن اعتبارها كذلك، مع معارضة من قبل بارتوف. صرح النائب السابق للأمين العام للمجلس الإسلامي في بريطانيا، داود عبد الله، أنه "بالنظر إلى النوايا المعلنة للقادة الصهاينة، فإن هذا التدمير الشامل وإخلاء القرى الفلسطينية؛ يتناسب بسهولة مع تعريف الإبادة الجماعية؛ كما ورد في اتفاقية منع الإبادة الجماعية." كتب العديد من الباحثين أن الفلسطينيين عانوا من التطهير العرقي خلال النكبة، لكنهم لم يعتبروا الحدث بمثابة إبادة جماعية. [بحاجة لمصدر]

#### التورط في مجزرة صبرا وشاتيلا

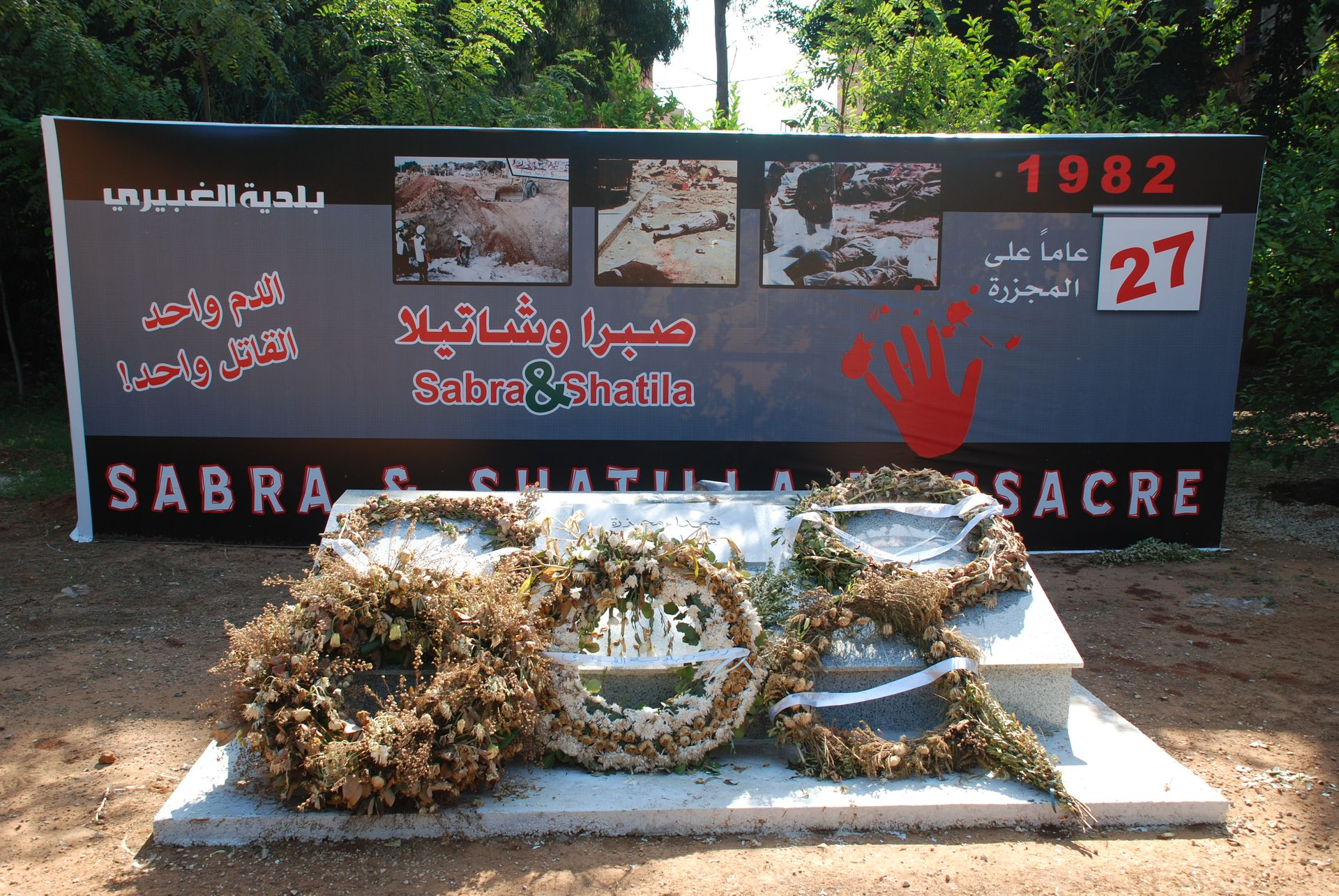
نصب تذكاري للضحايا الذين قُتلوا في مذبحة صبرا، جنوب بيروت

في سبتمبر 1982، قُتل ما بين 460 إلى 3500 مدني، معظمهم من فلسطينيو لبنان والمسلمين الشيعة في حي صبرا بيروت وفي مخيم شاتيلا المجاور خلال الحرب الأهلية اللبنانية. نفذت عمليات القتل القوات اللبنانية (مليشيا)، إحدى ميليشيات الجبهة اللبنانية في ذلك الوقت. وفي الفترة ما بين مساء يوم 16 سبتمبر وصباح 18 سبتمبر، نفذت الميليشيا اللبنانية عمليات القتل؛ بينما قام الجيش الإسرائيلي بتطويق المخيم الفلسطيني. وكان الجيش الإسرائيلي قد أمر الميليشيا بطرد مقاتلي منظمة التحرير الفلسطينية من صبرا وشاتيلا؛ كجزء من مناورة إسرائيلية أكبر في غرب بيروت. ومع وقوع المذبحة، تلقى الجيش الإسرائيلي تقارير عن ارتكاب فظائع، لكنه لم يتخذ أي إجراء لوقفها.
وفي 16 ديسمبر 1982، أدانت الجمعية العامة للأمم المتحدة مجزرة صبرا وشاتيلا، واعتبرتها عملاً من أعمال الإبادة الجماعية. سجل التصويت على القسم د من القرار 37/123 كان: نعم: 123؛ لا: 0؛ الممتنعون عن التصويت: 22؛ عدم التصويت: 12. وقال مندوب كندا: "إن مصطلح الإبادة الجماعية، في رأينا، لا يمكن تطبيقه على هذا العمل اللاإنساني بالذات". وأضاف مندوب سنغافورة- الذي صوت بنعم:- "إن وفدي يأسف لاستخدام مصطلح" عمل من أعمال الإبادة الجماعية ". [برغم أن] مصطلح "الإبادة الجماعية" يستخدم ليعني الأفعال المرتكبة بقصد التدمير الكلي أو الجزئي لمجموعة قومية أو إثنية أو عنصرية أو دينية." وتساءلت كندا وسنغافورة عما إذا كانت الجمعية العامة مختصة بـ تحديد ما إذا كان مثل هذا الحدث سيشكل إبادة جماعية. وعلى النقيض من ذلك، أكد الاتحاد السوفييتي أن: "الكلمة التي تصف ما تفعله إسرائيل على الأراضي اللبنانية هي إبادة جماعية. وهدفها هو تدمير الفلسطينيين كأمة".

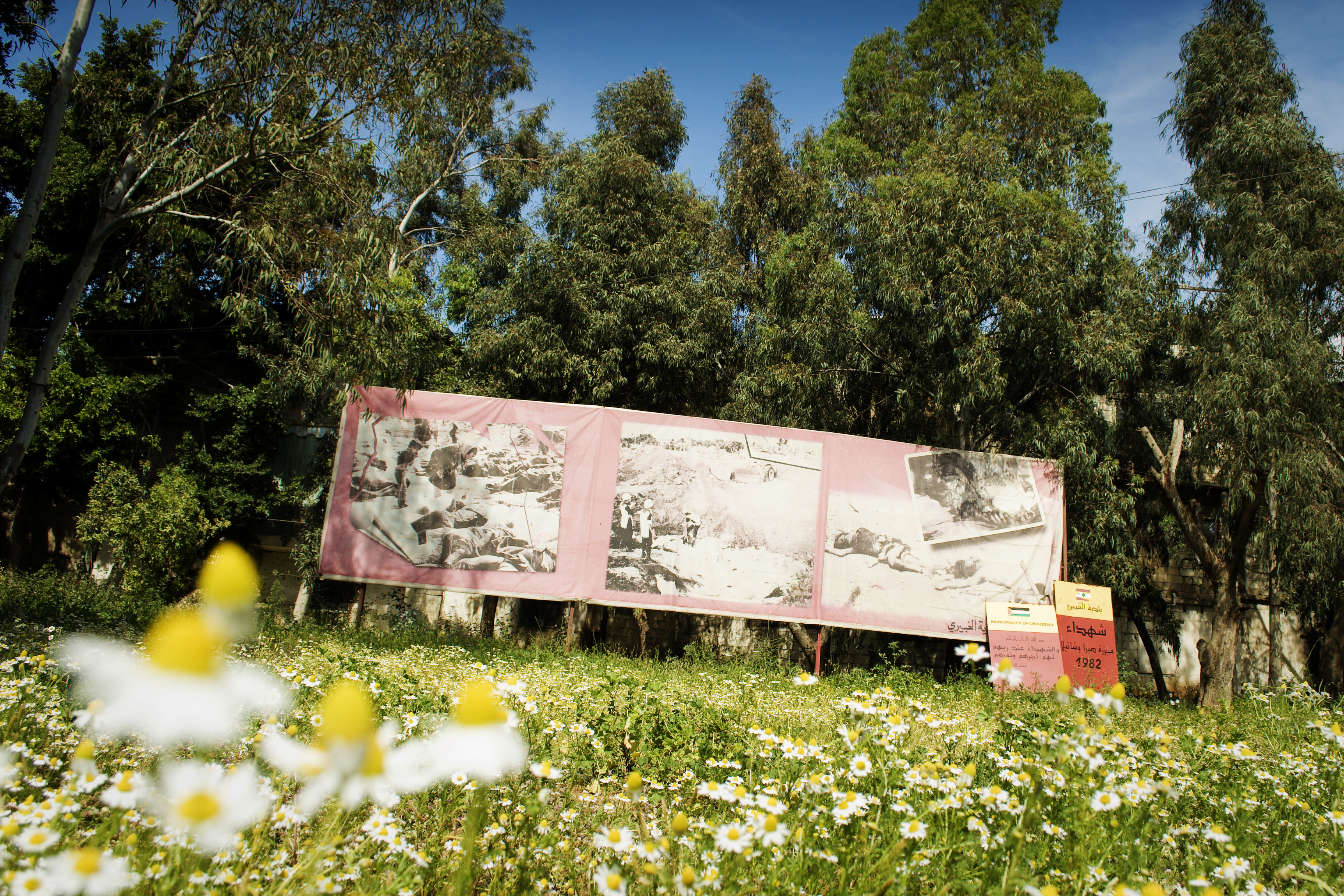
ساحة الشهداء هي موقع في مخيم شاتيلا للاجئين حيث وقعت إحدى عمليات الإعدام الجماعي أثناء مذبحة صبرا وشاتيلا، وكذلك مقبرة لبعض الضحايا

وأكد مندوب نيكاراغوا: "من الصعب تصديق أن الشعب؛ الذي عانى كثيرًا من سياسة الإبادة النازية في منتصف القرن - الهولوكوست - سيستخدم نفس الحجج والأساليب الفاشية والإبادة الجماعية ضد الشعوب الأخرى". وعلقت الولايات المتحدة قائلة: "على الرغم من أن إجرام المذبحة لم يكن موضع شك، إلا أنه كان إساءة استخدام خطيرة ومتهورة للغة لتسمية هذه المأساة بالإبادة الجماعية على النحو المحدد في اتفاقية عام 1948". ذكر ويليام شاباس، مدير المركز الأيرلندي لحقوق الإنسان في جامعة أيرلندا الوطنية، أن: "مصطلح الإبادة الجماعية.من الواضح أنه تم اختياره لإحراج إسرائيل وليس من منطلق أي اهتمام بالدقة القانونية".

### القرن ال 21

#### حصار غزة

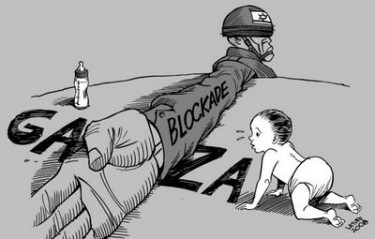
رسم كاريكاتوري لـ كارلوس لطوف يصور عواقب الحصار الإسرائيلي على غزة في عام 2010.

في 2005، ومرة أخرى في 2007، فرضت إسرائيل، حصارًا على حركة البضائع والأشخاص داخل وخارج قطاع غزة. قال المؤرخ الإسرائيلي إيلان بابي إن الإبادة الجماعية "هي الطريقة المناسبة الوحيدة لوصف ما يفعله الجيش الإسرائيلي في قطاع غزة". وفي كتابه الصادر عام 2017 بعنوان "عشر خرافات عن إسرائيل"، كتب بابي "إدعاء إسرائيل بأن أفعالها منذ عام 2006، كانت جزءًا من حرب الدفاع عن النفس ضد الإرهاب. وسأجرؤ على قول. إبادة جماعية متزايدة لشعب غزة". في مقال كتبه عام 2023 في المجلة الدولية لحقوق الإنسان، أعرب محمد نجم عن اعتقاده بأن "السياسات الإسرائيلية؛ التي تم سنها بعد فرض حصار غزة؛ ترقى إلى مستوى الإبادة الجماعية البطيئة".

#### حرب غزة 2014

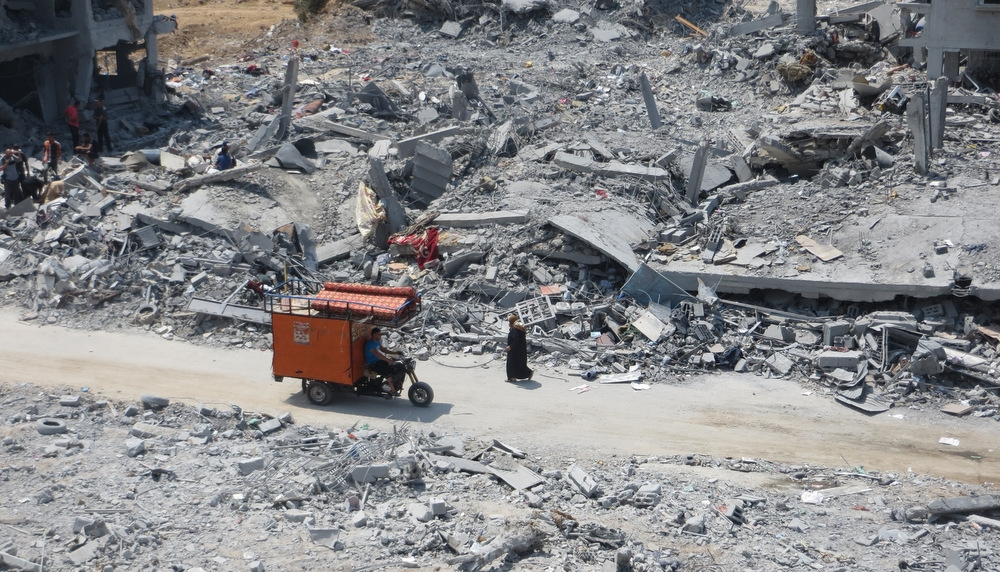
أنقاض المباني في بيت حانون، أغسطس 2014

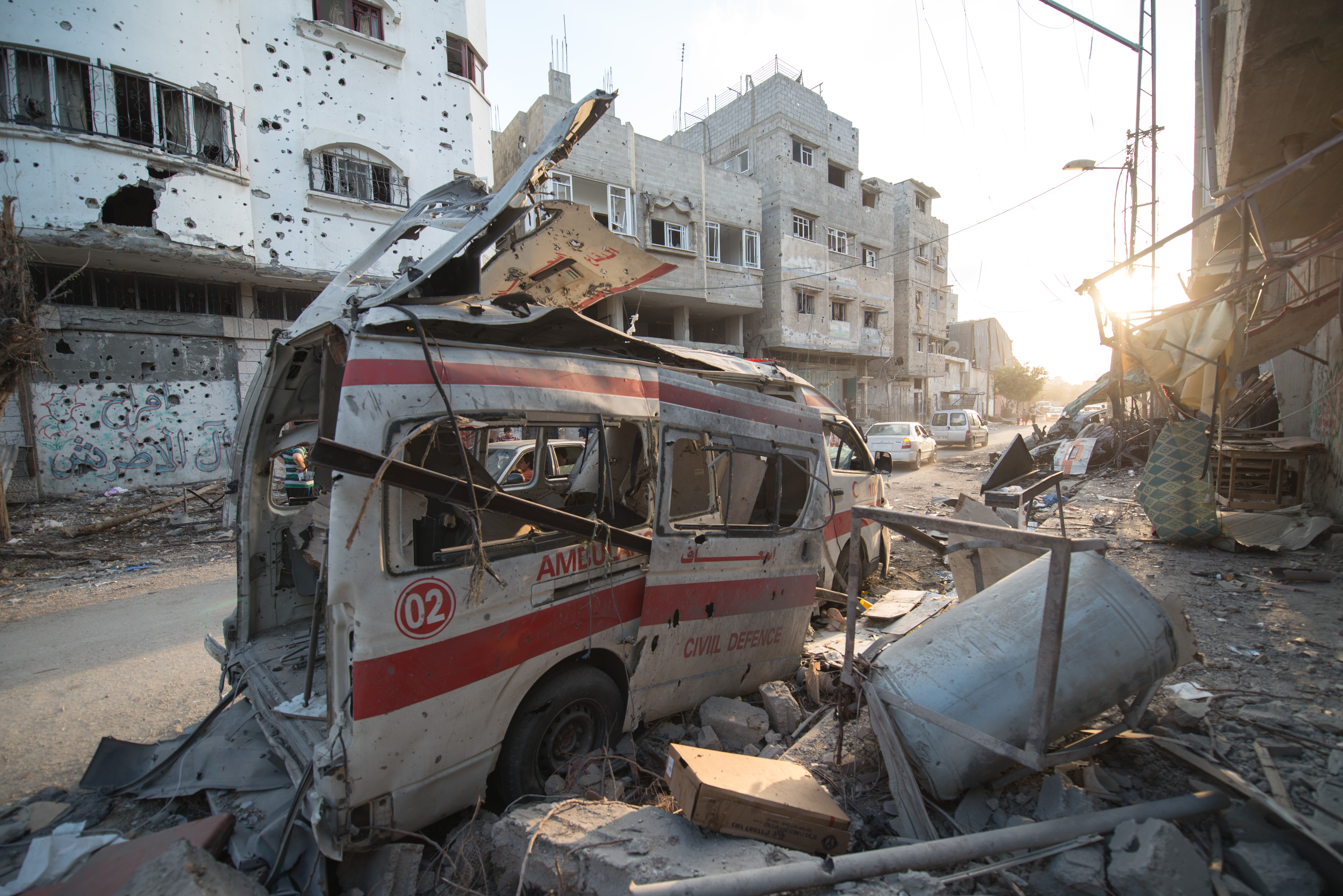
سيارة إسعاف مدمرة في حي الشجاعية في مدينة غزة خلال الحرب على غزة 2014.

حرب غزة 2014، يُشار إليها أيضًا بأسم عملية الجرف الصامد، هي عملية عسكرية تم شنها من قبل إسرائيل في 8 يوليو 2014 في قطاع غزة. خلصت مؤسسة الحق- منظمة فلسطينية لحقوق الإنسان- في تقرير لها إلى ارتكاب انتهاكات خطيرة للقانون الدولي خلال العدوان الإسرائيلي على غزة عام 2014. قدمت المنظمة مع منظمات حقوقية فلسطينية أخرى - المركز الفلسطيني لحقوق الإنسان، مركز الميزان لحقوق الإنسان، مؤسسة الضمير لرعاية الأسير وحقوق الإنسان- بملف قانوني إلى المحكمة الجنائية الدولية؛ لتشجيعها على البدء بالتحقيق والملاحقة القضائية في الجرائم ضد الإنسانية، وجرائم الحرب التي ارتكبت خلال العدوان الإسرائيلي على غزة عام 2014. اعتُبرت جريمة الإبادة الجماعية كجريمة إسرائيلية، من قبل هذه المجموعات. بالإضافة إلى ذلك، وجه العشرات من الناجين من الهولوكوست - والمئات من أحفاد الناجين وضحايا الهولوكوست- لإسرائيل تهمة ارتكاب "إبادة جماعية"؛ بسبب مقتل أكثر من 2000 فلسطيني في غزة خلال حرب غزة عام 2014.

#### الأزمة الإسرائيلية الفلسطينية 2021
خلال الاشتباكات الإسرائيلية الفلسطينية 2021، انتشر مقطع فيديو على وسائل التواصل الاجتماعي؛ يُظهر الإسرائيليين يحتفلون عند حائط البراق، بينما تحترق شجرة بالقرب من المصلى القبلى في الخلفية. تجمع حشد كبير من اليهود الإسرائيليين حول الحريق بالقرب من المسجد في 10 مايو، وهم يرتلون "يماخ شمام"، وهي لعنة عبرية؛ تعني "ربما يتم محو أسمائهم". انتقدتهم سيمون زيمرمان، المؤسس المشارك لـ "إف نوت ناو IfNotNow" ومديرة منظمة بتسيلم، باعتبار اظهار "نية الإبادة الجماعية تجاه الفلسطينيين - جريئين وغير مهذبين". وصف ذا انترسبت الفيديو بأنه "مقلق" ومثال على "جنون القومية المتطرفة". وقال أيمن عودة، عضو الكنيست عن القائمة المشتركة، إن الفيديو "صادم".

#### حرب إسرائيل وحماس 2023

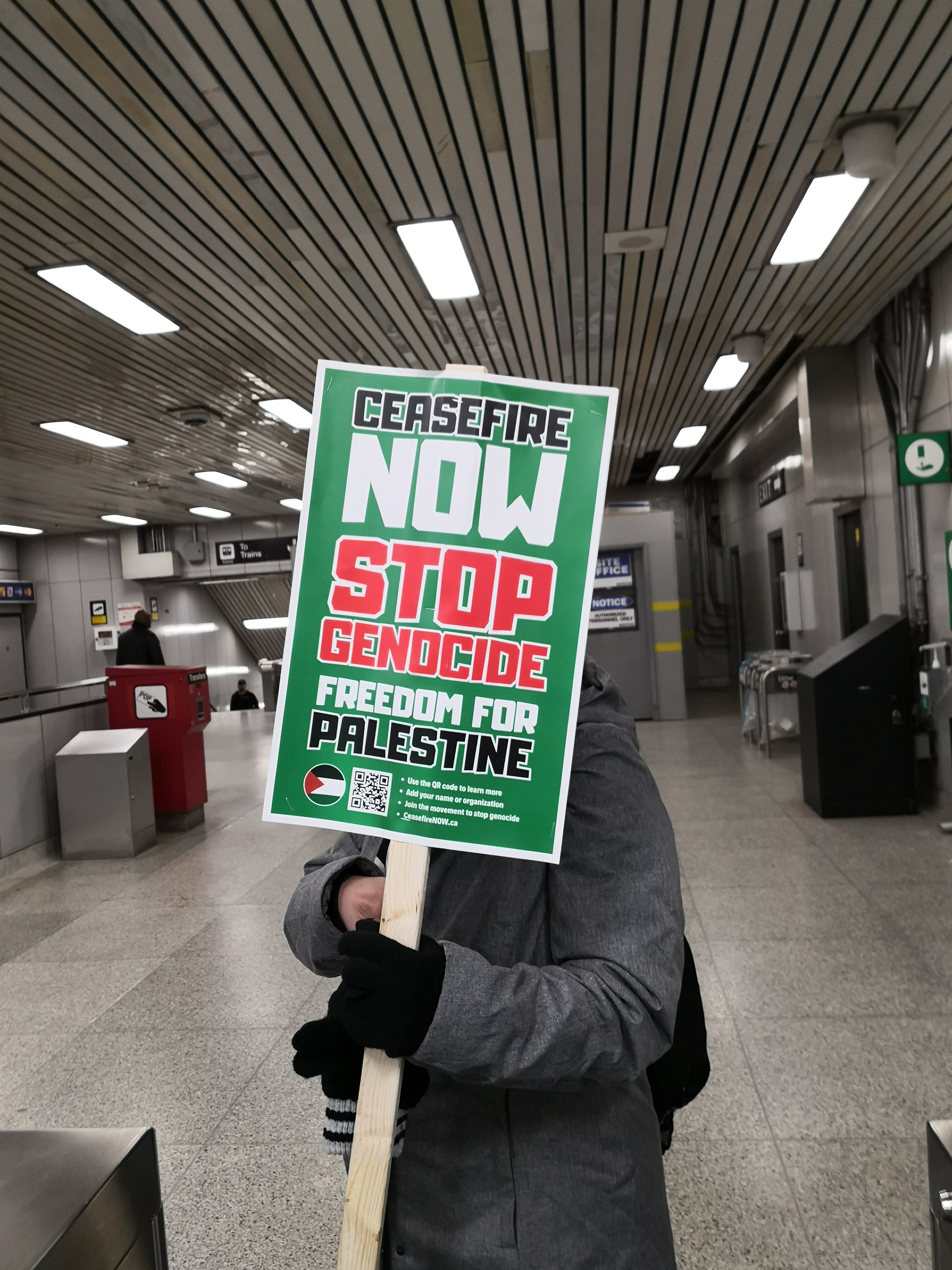
متظاهر مؤيد لفلسطين في محطة مترو في تورونتو، كندا، 12 نوفمبر 2023

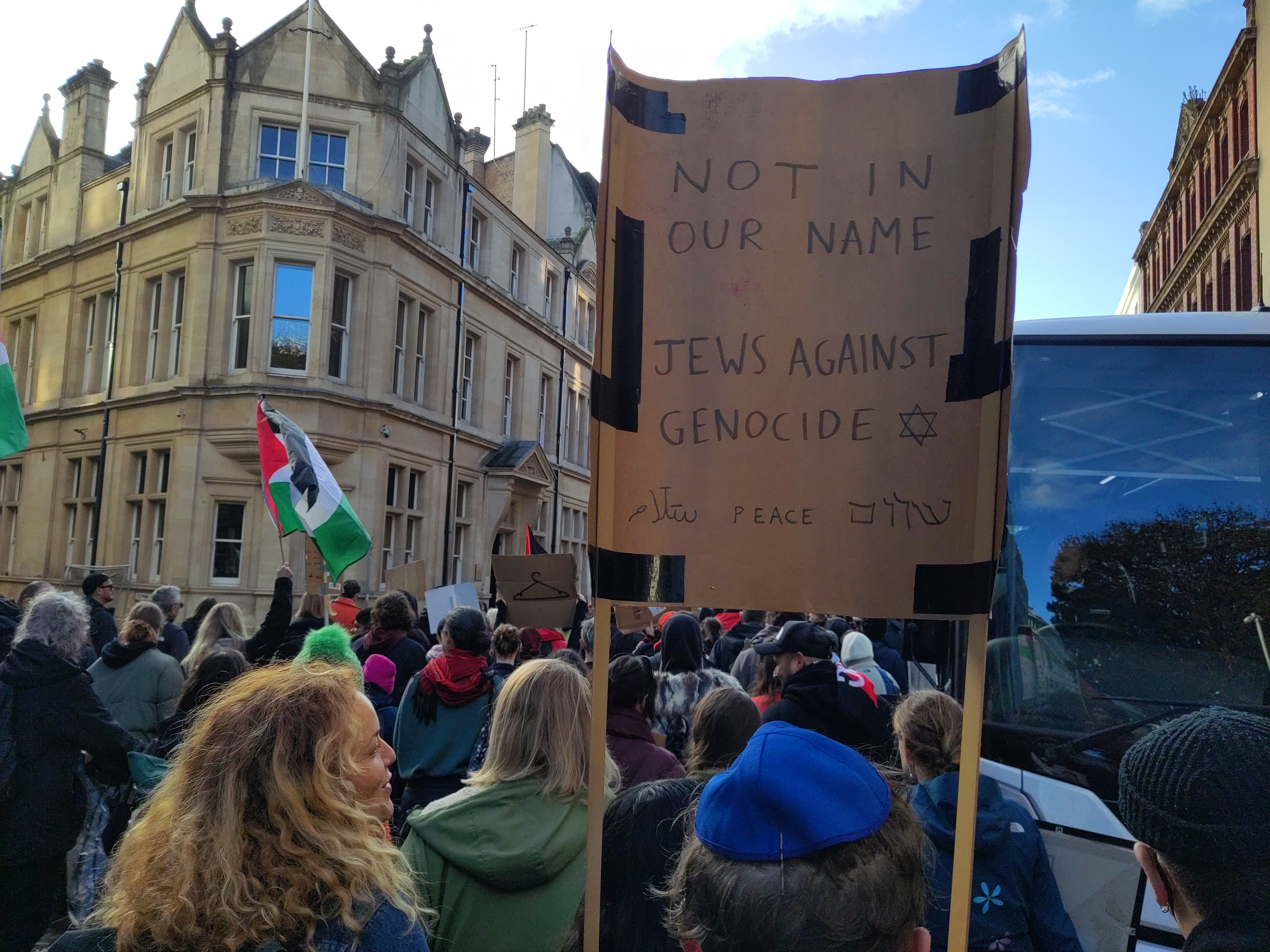
متظاهر يحمل لافتة تقول "ليس باسمنا، يهود ضد الإبادة الجماعية"، في مسيرة مؤيدة لفلسطين في بريستول، المملكة المتحدة، 4 نوفمبر 2023.

بعدما بدأت إسرائيل قصف غزة، رداً على عملية طوفان الأقصى، أعرب بعض الفلسطينيين مباشرة عن قلقهم؛ بأن هذا العنف؛ سيُستخدم لتبرير ارتكاب الإبادة الجماعية ضد الفلسطينيين من قبل إسرائيل. وفقاً لـتايم (مجلة)، يوجد حاليًا خلاف بين العلماء؛ حول ما إذا كان يمكن وصف تصرفات إسرائيل بأنها إبادة جماعية ضد الفلسطينيين. في 15 أكتوبر، نشر مقاربات العالم الثالث للقانون الدولي بيانًا وقعه أكثر من 800 باحث قانوني؛ معبراً عن "تحذير بشأن احتمال ارتكاب جريمة إبادة جماعية من قبل القوات الإسرائيلية ضد الفلسطينيين في قطاع غزة"، ودعوة هيئات الأمم المتحدة، بما في ذلك مكتب منع الإبادة الجماعية، وكذلك مكتب المدعي العام للمحكمة الجنائية الدولية، وطالب المحكمة الجنائية الدولية "بالتدخل الفوري؛ لإجراء التحقيقات اللازمة واتخاذ إجراءات التحذير اللازمة لحماية السكان الفلسطينيين من الإبادة الجماعية". في 19 أكتوبر/تشرين الأول 2023، أرسلت 100 منظمة مجتمع مدني وستة علماء في مجال الإبادة الجماعية رسالة إلى كريم أحمد خان، المدعي العام للمحكمة الجنائية الدولية، دعوه فيها إلى إصدار مذكرات إيقاف للمسؤولين الإسرائيليين في قضايا معروضة بالفعل أمام المحكمة؛ لتحقيق في الجرائم الجديدة المرتكبة في الضفة الغربية وقطاع غزة، بما في ذلك التحريض على الإبادة الجماعية- منذ 7 تشرين الأول/أكتوبر- وإصدار بيان وقائي ضد جرائم الحرب؛ وتذكير جميع الدول بالتزاماتها بموجب القانون الدولي. وأشارت الرسالة إلى أن المسؤولين الإسرائيليين؛ أشاروا في تصريحاتهم إلى "نية واضحة لارتكاب جرائم حرب وجرائم ضد الإنسانية والتحريض على ارتكاب الإبادة الجماعية، باستخدام لغة تُجرد الفلسطينيين من إنسانيتهم". وفي اليوم نفسه، ذكر المحامون في مركز الحقوق الدستورية أن التكتيكات الإسرائيلية "كانت محسوبة لتدمير السكان الفلسطينيين في غزة"، وحذروا إدارة بايدن من أن "الولايات المتحدة ستفعل ذلك". ومن الممكن تحميل المسؤولين الأميركيين المسؤولية عن فشلهم في منع الإبادة الجماعية؛ التي ترتكبها إسرائيل، فضلاً عن تواطئهم من خلال تشجيعها ودعمها مادياً. في 1 نوفمبر، اتهمت منظمة الدفاع عن الأطفال الولايات المتحدة بالتواطؤ مع "جريمة الإبادة الجماعية" التي ترتكبها إسرائيل.
في 16 تشرين الثاني/نوفمبر، قالت مجموعة من خبراء الأمم المتحدة: يوجد"دليل على تزايد التحريض على الإبادة الجماعية" ضد الفلسطينيين. صرحت منظمة الصوت اليهودي من أجل السلام؛ بما يلي: "لقد أعلنت الحكومة الإسرائيلية حرب إبادة جماعية على شعب غزة. باعتبارنا منظمة تعمل من أجل مستقبل يعيش فيه الفلسطينيون والإسرائيليون وجميع الناس في مساواة وحرية، فإننا ندعو جميع الناسذوي الضمير الحي؛ لوقف الإبادة الجماعية الوشيكة للفلسطينيين". في 13 ديسمبر/كانون الأول، ذكرت الفيدرالية الدولية لحقوق الإنسان أن تصرفات إسرائيل في غزة تُشكل إبادة جماعية واضحة.

مواقف الدول:
جنوب أفريقيا
الدول التي دعمت قضية جنوب أفريقيا
الدول التي عارضت قضية جنوب أفريقيا
إسرائيل

في 29 ديسمبر/كانون الأول، رفعت جنوب أفريقيا دعوى ضد إسرائيل في محكمة العدل الدولية، مُحتجين بأن سلوك إسرائيل يرقى إلى مستوى الإبادة الجماعية. طلبت جنوب أفريقيا من محكمة العدل الدولية إصدار تدابير مؤقتة، بما في ذلك إصدار أمر لإسرائيل بوقف حملتها العسكرية في غزة. وافقت الحكومة الإسرائيلية على المشاركة في إجراءات محكمة العدل الدولية، على الرغم من إدانتها لقضية جنوب أفريقيا، ووصفتها بالـ"عنصرية"، ووصفت الفلسطينيين بأنهم "الورثة المعاصرون للنازيين".

### الحوار

#### مفهوم الإبادة الجماعية
الإبادة الجماعية هي التدمير المتعمد لشعب  كليًا أو جزئيًا.
تمت صياغة هذا المصطلح في عام 1944 من قبل عالم القانون اليهودي البولندي، رافائيل ليمكين، الذي كتب أن "المصطلح لا يعني بالضرورة القتل الجماعي".
في 1948، عرّفت اتفاقية الأمم المتحدة للإبادة الجماعية الإبادة الجماعية؛ بأنها أي من خمسة "أفعال تُرتكب بقصد التدمير، كليًا أو جزئيًا، لمجموعة قومية أو إثنية أو عنصرية أو دينية". وكانت الأفعال الخمسة هي: قتل أفراد من الجماعة، إلحاق أذى جسدي أو عقلي جسيم بهم، فرض ظروف معيشية تهدف إلى تدمير المجموعة، منع الولادات، ونقل الأطفال خارج المجموعة. ويستلزم استهداف الضحايا بسبب انتمائهم الحقيقي أو المُتصور إلى مجموعة ما، وليس عشوائياً.

### الضحايا

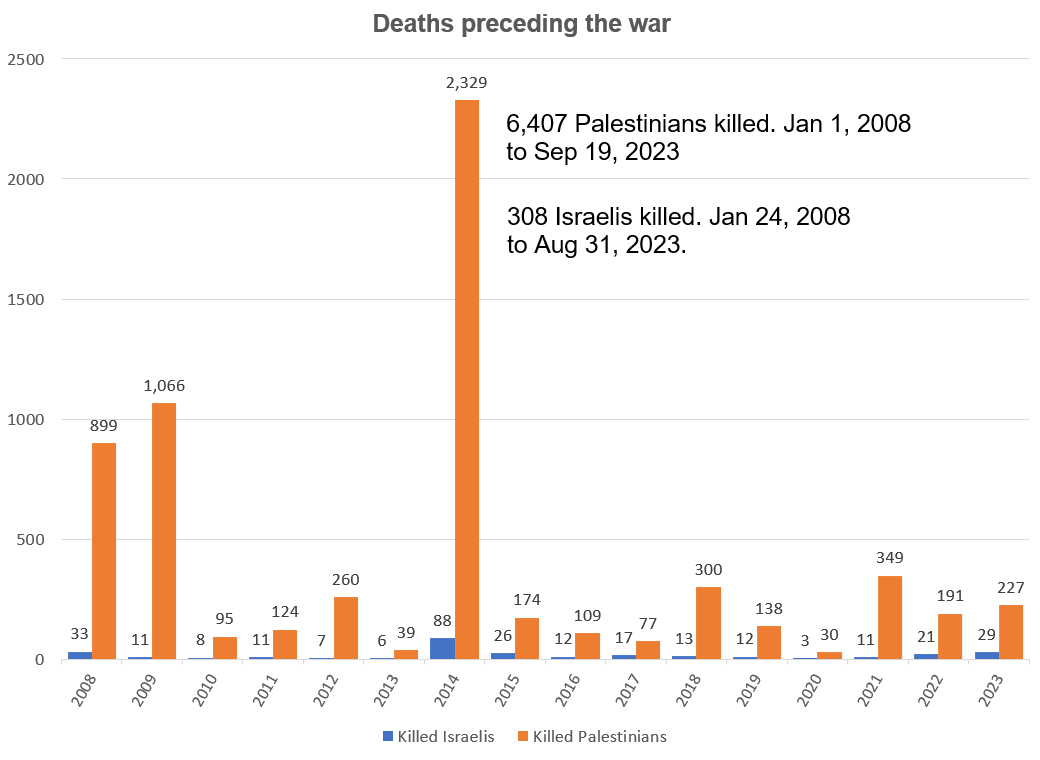
القتلى الفلسطينيون والقتلى الإسرائيليون قبل حرب إسرائيل وحماس في عام 2023. معظمهم كانوا مدنيين.

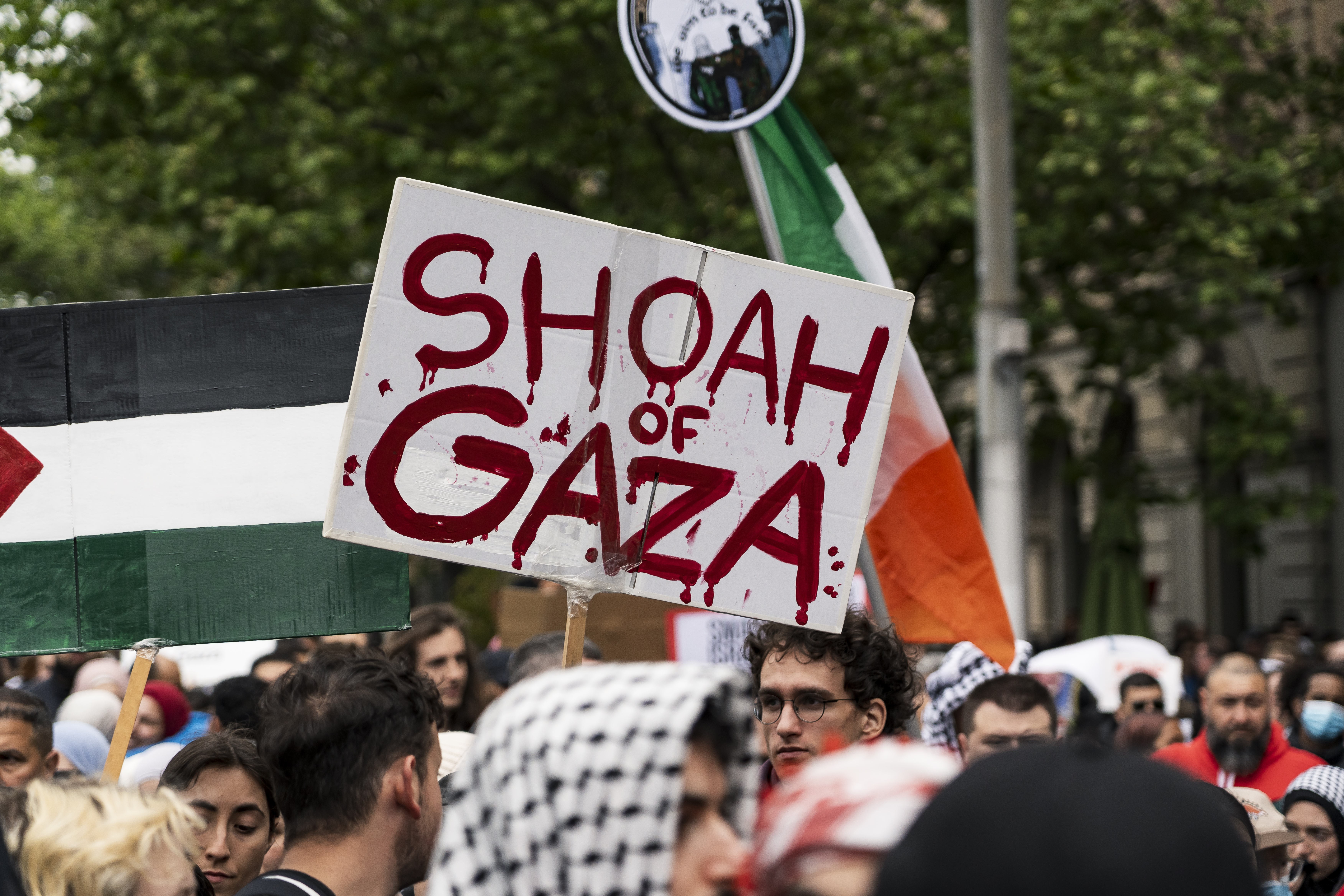
متظاهر في ملبورن بتاريخ 15 أكتوبر 2023 يحمل لافتة تشير إلى "شواه" في دعوة لإنهاء أفعال إسرائيل ضد غزة.

#### حالات الوفاة
خلال الحرب الفلسطينية الإسرائيلية 2023، التي بدأت في 7 أكتوبر 2023، أفاد تقرير موقع Reliefweb الصادر في 18 نوفمبر 2023، والذي يُصنف تصرفات إسرائيل في غزة على أنها إبادة جماعية، فقد قُتل 15,271 فلسطينيًا في غزة، وجُرح 32,310 فلسطينيًا، وما يقدر بنحو 41,500 في عداد المفقودين. ونشرت العديد من وسائل الإعلام الإخبارية والأكاديمية في وقت لاحق أرقامًا محدثة، حيث قُتل ما لا يقل عن 20 ألف فلسطيني في قطاع غزة، ما يقدر بنحو 70٪ منهم من النساء والأطفال. وحوالي 7000 شخص في عداد المفقودين، ومن المحتمل أن يكونوا مدفونين تحت الأنقاض. وأصيب أكثر من 52 ألف شخص.

#### النزوح

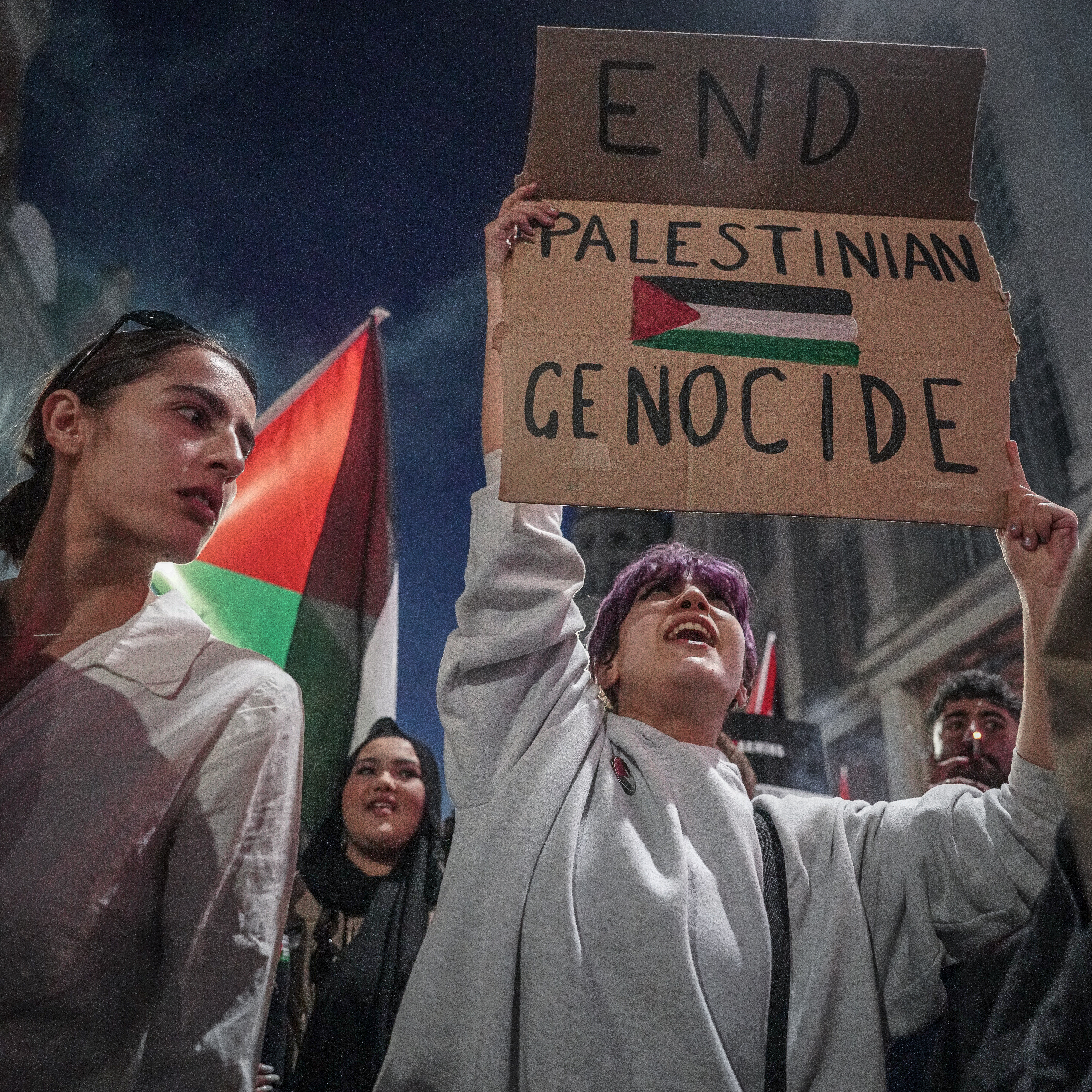
متظاهر يحمل لافتة "أوقفوا الإبادة الجماعية للفلسطينيين" في لندن بتاريخ 9 أكتوبر 2023.

منذ بداية حرب إسرائيل وحماس عام 2023، نزح ما يقرب من مليوني شخص داخل قطاع غزة.

### التورط الغربي المزعوم
اتهم بعض المعلقين وسائل الإعلام الغربية والحكومات الأوروبية والأمريكية بدعم الإبادة الجماعية ضد الفلسطينيين. ومن بين الصحفيين والعلماء الآخرين، اتهم عالم الاجتماع المقيم في كندا، مهند عياش، الولايات المتحدة بالتواطؤ في الإبادة الجماعية، في هذه الحالة وسط الحرب الفلسطينية الإسرائيلية 2023؛ والتي قدمت فيها الولايات المتحدة مساعدات جليلة لإسرائيل.

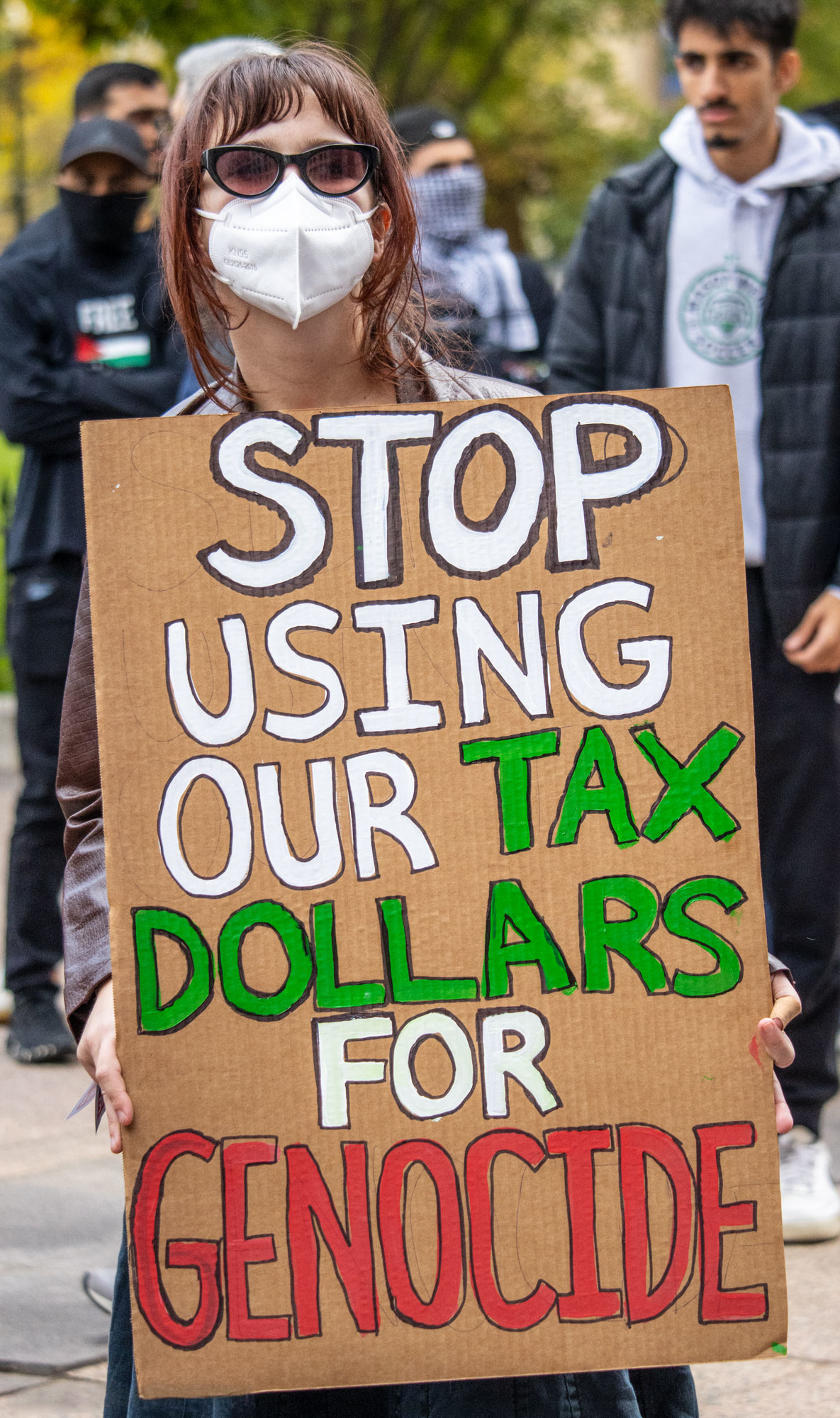
متظاهر مؤيد لفلسطين في كولومبوس، أوهايو، الولايات المتحدة، 18 أكتوبر 2023

في 13 أكتوبر 2023، قال الصحفي إريك ليفيتز من نيويورك (مجلة) إن الإدارات الحكومية للولايات المتحدة، مثل رئاسة جو بايدن، قد أعطت الموافقة على الإبادة الجماعية الإسرائيلية للفلسطينيين في الحرب الفلسطينية الإسرائيلية 2023. في 19 أكتوبر 2023، وسط الحرب، أعرب المحامون في مركز الحقوق الدستورية عن اعتقادهم بأن تصرفات إسرائيل "كانت مقصودة لتدمير السكان الفلسطينيين في غزة"، وحذروا إدارة بايدن من أن "المسؤولين الأمريكيين سيكونون مسئولون عن إخفاقهم في منع الإبادة الجماعية التي ترتكبها إسرائيل، وكذلك لتورطهم من خلال تشجيعها ودعمها ماديا". في 1 نوفمبر 2023، اتهمت منظمة الدفاع عن الأطفال الولايات المتحدة بالتورط في "جريمة الإبادة الجماعية"؛ التي ترتكبها إسرائيل.

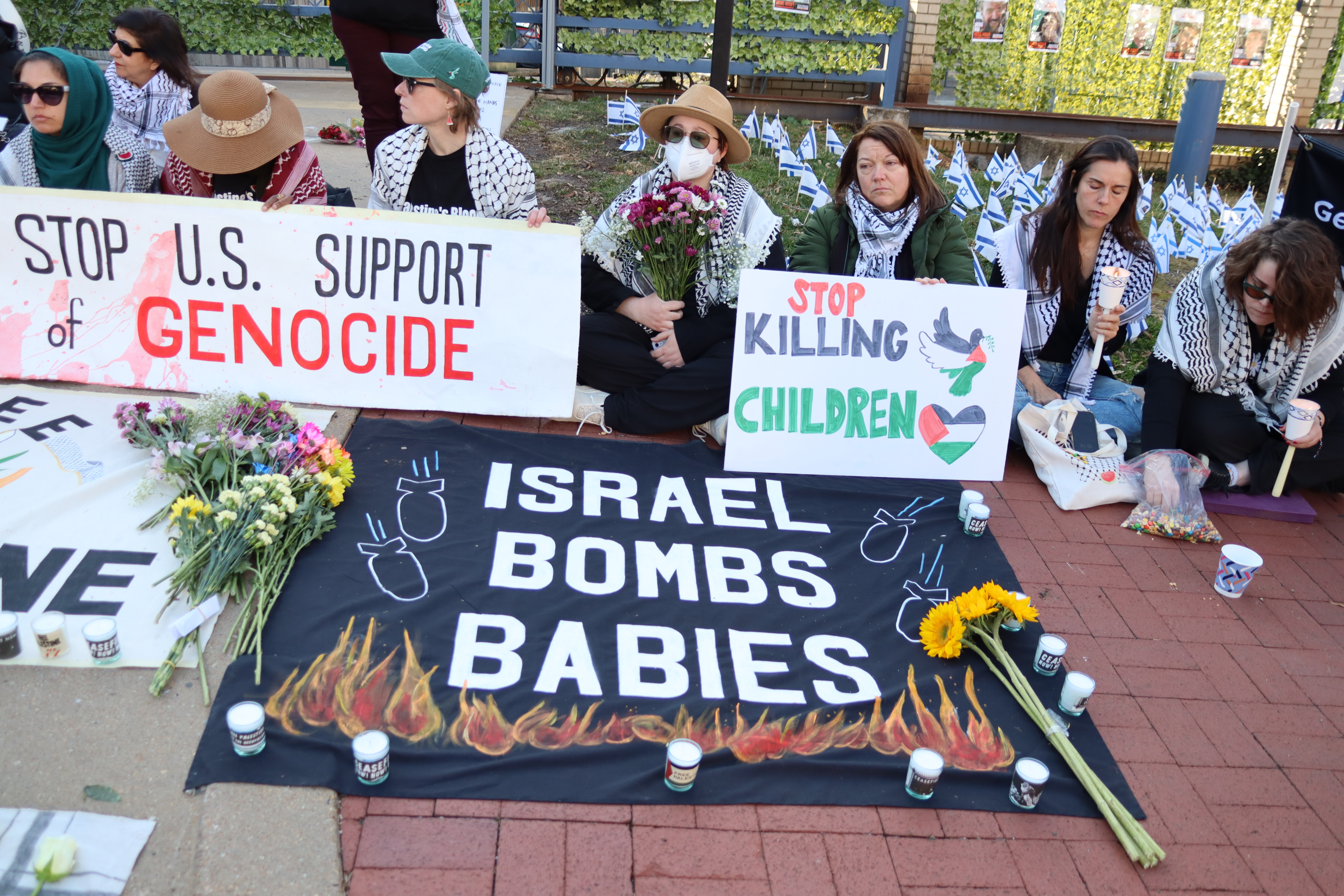
وقفة تضامنية من أجل آرون بوشنل خارج سفارة إسرائيل في واشنطن العاصمة، 26 فبراير 2024

في نوفمبر 2023، لُقب الرئيس جو بايدن بـ "جو الإبادة الجماعية"؛ من قبل منتقديه؛ بسبب دعمه لإسرائيل. ردًا على ذلك، قال المتحدث باسم مجلس الأمن القومي جون كيربي: "إن إسرائيل تحاول الدفاع عن نفسها ضد تهديد إرهابي بالإبادة الجماعية. لذا إذا كنا سنبدأ في استخدام هذه الكلمة، حسنًا، فلنستخدمها بشكل مناسب". وصفت وسائل الإعلام الإسرائيلية (واي نت كيربي) بأنه "أحد المتحدثين الرسميين البارزين في إسرائيل".

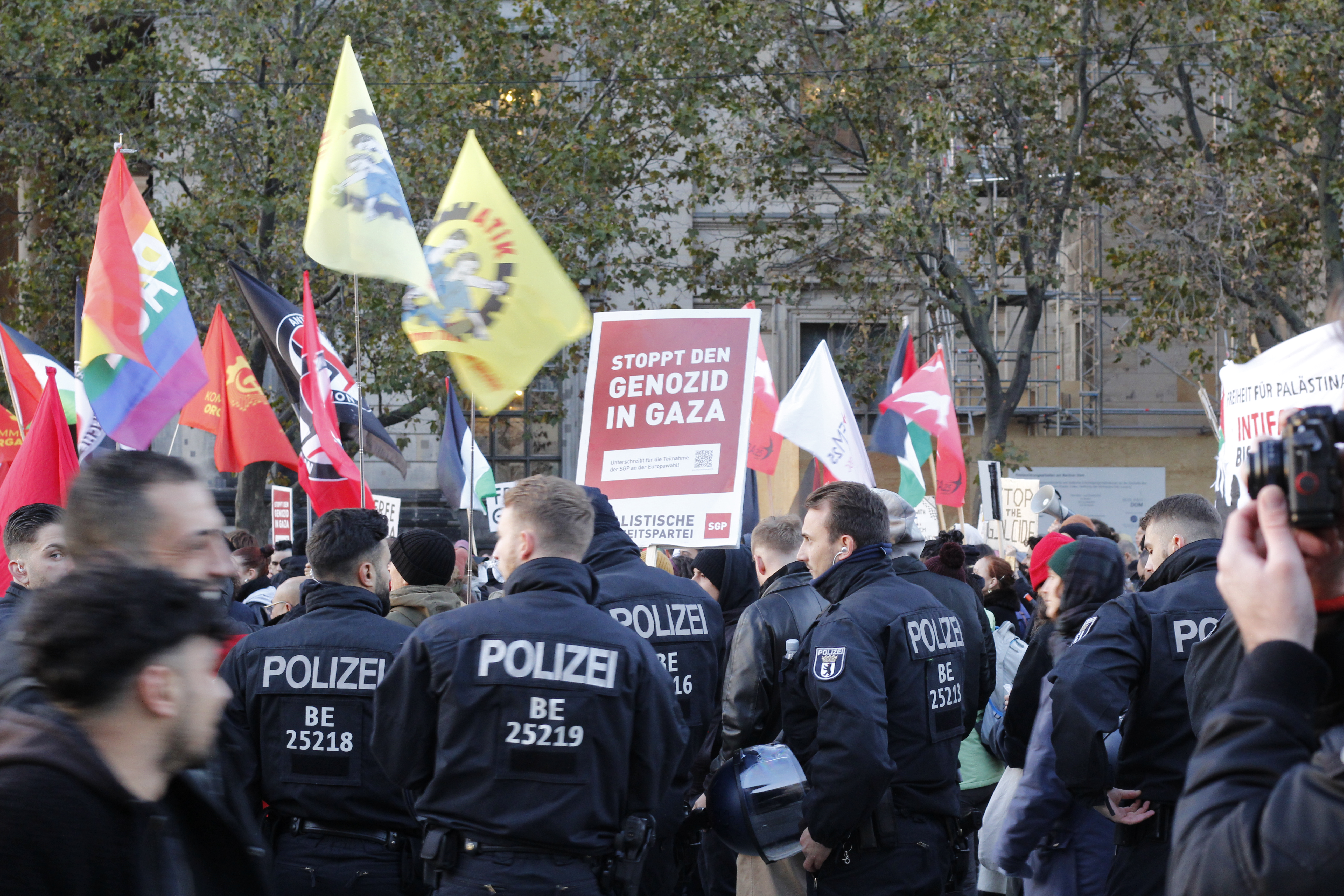
متظاهر في برلين بتاريخ 4 نوفمبر 2023 يحمل لافتة "أوقفوا الإبادة الجماعية في غزة".

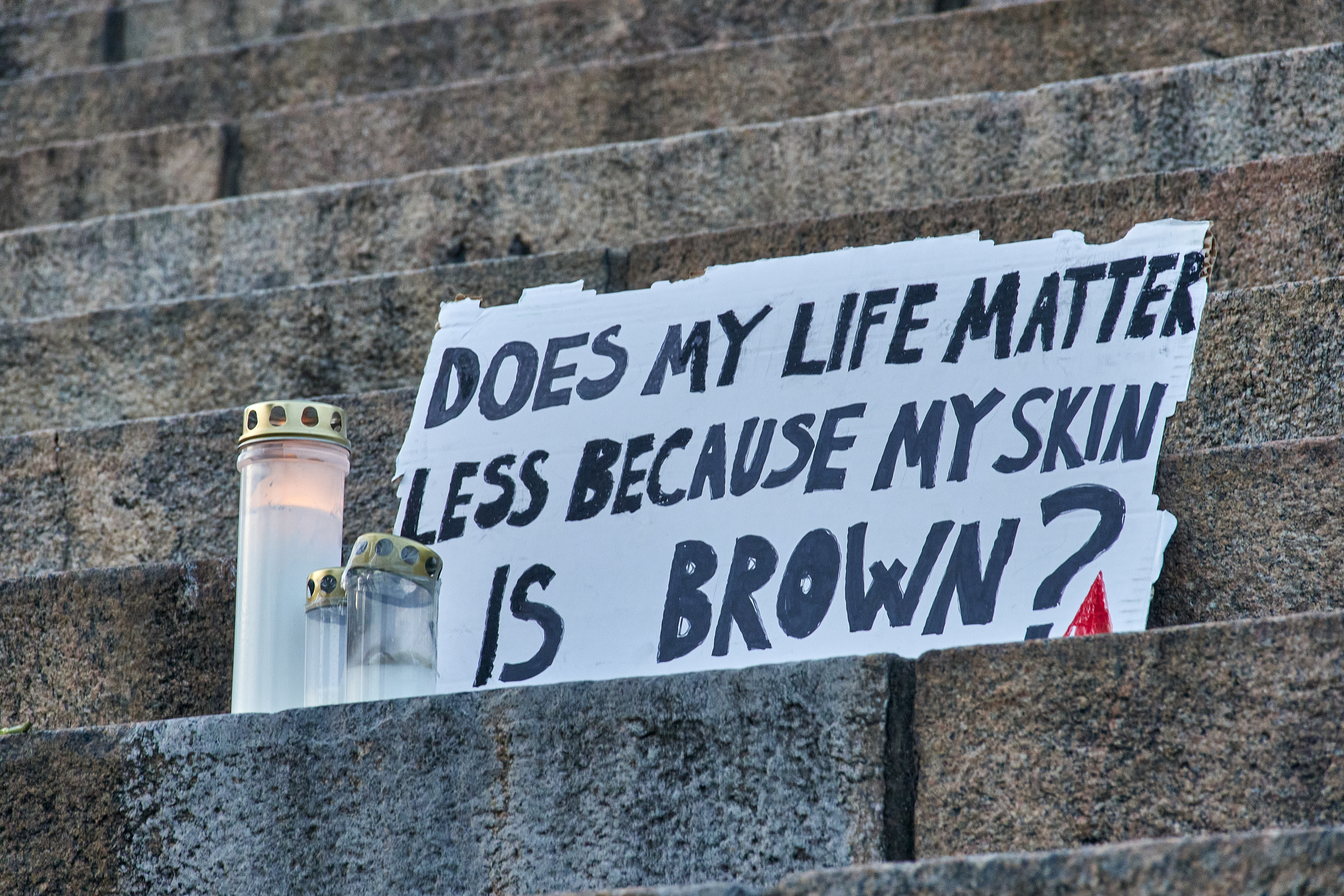
يجادل الكثيرون بأن معاناة الفلسطينيين في مواجهة الإبادة الجماعية يتم تجاهلها بسبب عرقهم.

في 12 ديسمبر 2023، ذكرت هيومن رايتس ووتش أن بيع الأسلحة لإسرائيل؛ يمكن أن يجعل المملكة المتحدة متواطئة في جرائم حرب. ينص قانون المملكة المتحدة على أنه: لا يمكن منح التراخيص؛ عندما يكون هناك خطر واضح من احتمال استخدامها لارتكاب أو تسهيل انتهاك خطير للقانون الإنساني الدولي، على سبيل المثال الحصار الكامل لغزة أو القصف العشوائي للمدنيين. تقدمت جماعات حقوق الإنسان، مؤسسة الحق وشبكة الإجراءات القانونية العالمية، بطلب لإجراء مراجعة قضائية لتراخيص التصدير الحكومية لبيع الأسلحة البريطانية؛ التي يمكن استخدامها في المعركة الإسرائيلية في غزة.
في ديسمبر/كانون الأول، أدان الوزير الأول الاسكتلندي حمزة يوسف امتناع المملكة المتحدة عن التصويت على مشروع قرار للأمم المتحدة؛ يدعو إلى وقف إطلاق النار في غزة، قائلاً إن هذا سيؤدي إلى مقتل المزيد من الأطفال.

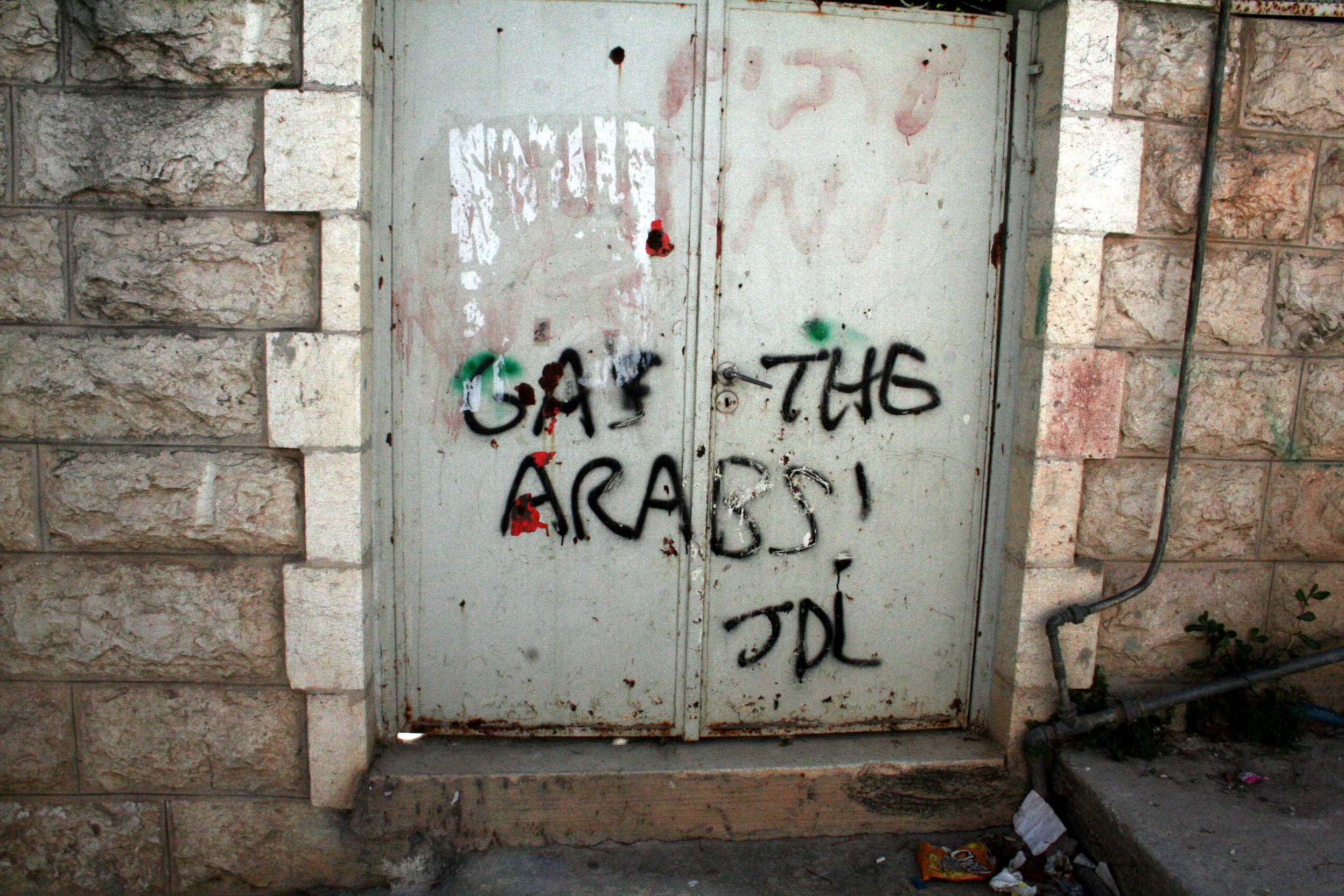
كتابة على الجدران في الخليل، في الأراضي المحتلة في الضفة الغربية، تدعو إلى استخدام الغاز ضد العرب، فوق جرافيتي لمجموعة عصبة الدفاع عن اليهود اليمينية.

## صور

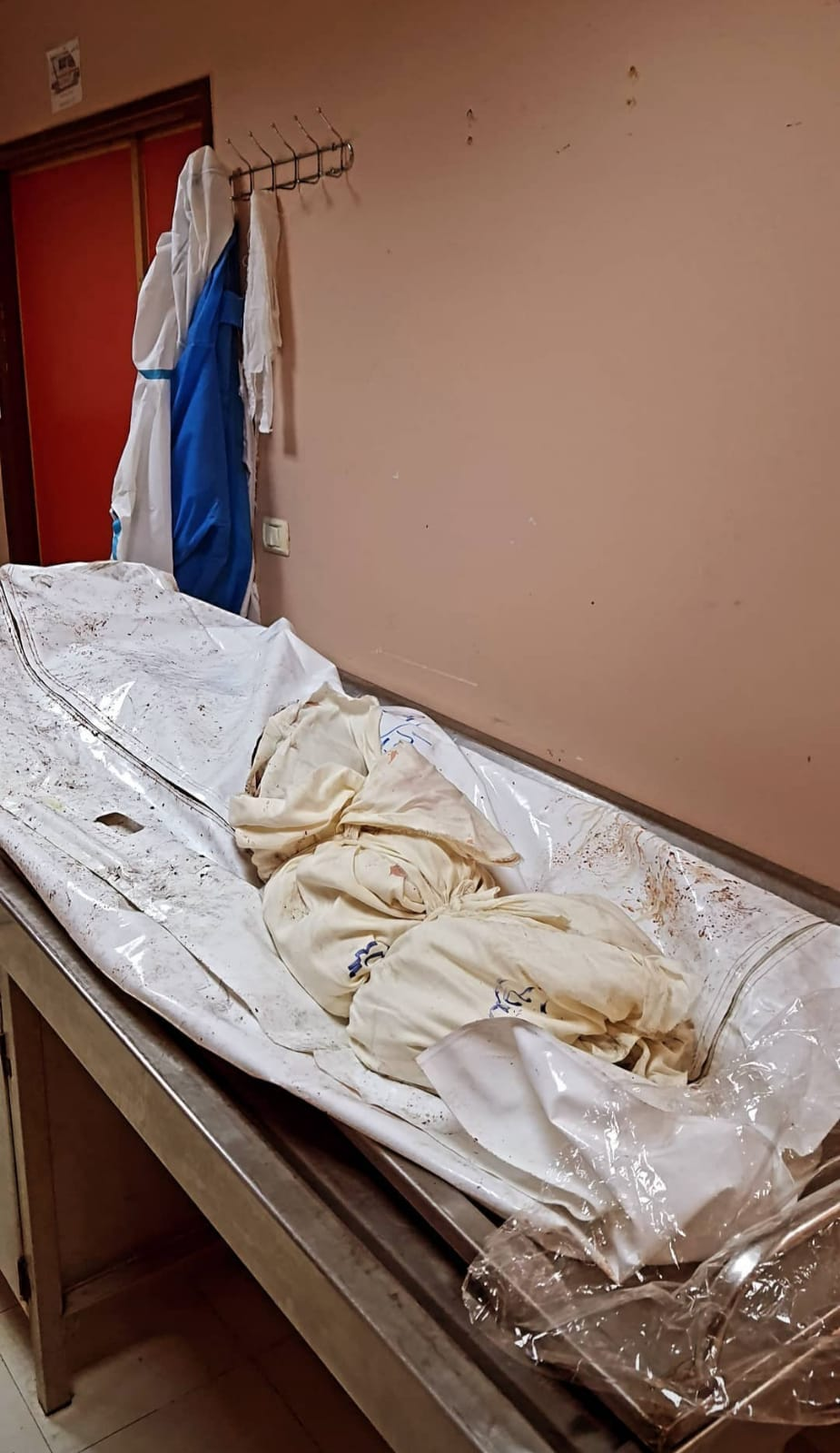
جثة طفل فلسطيني جراء القصف الإسرائيلي لغزة

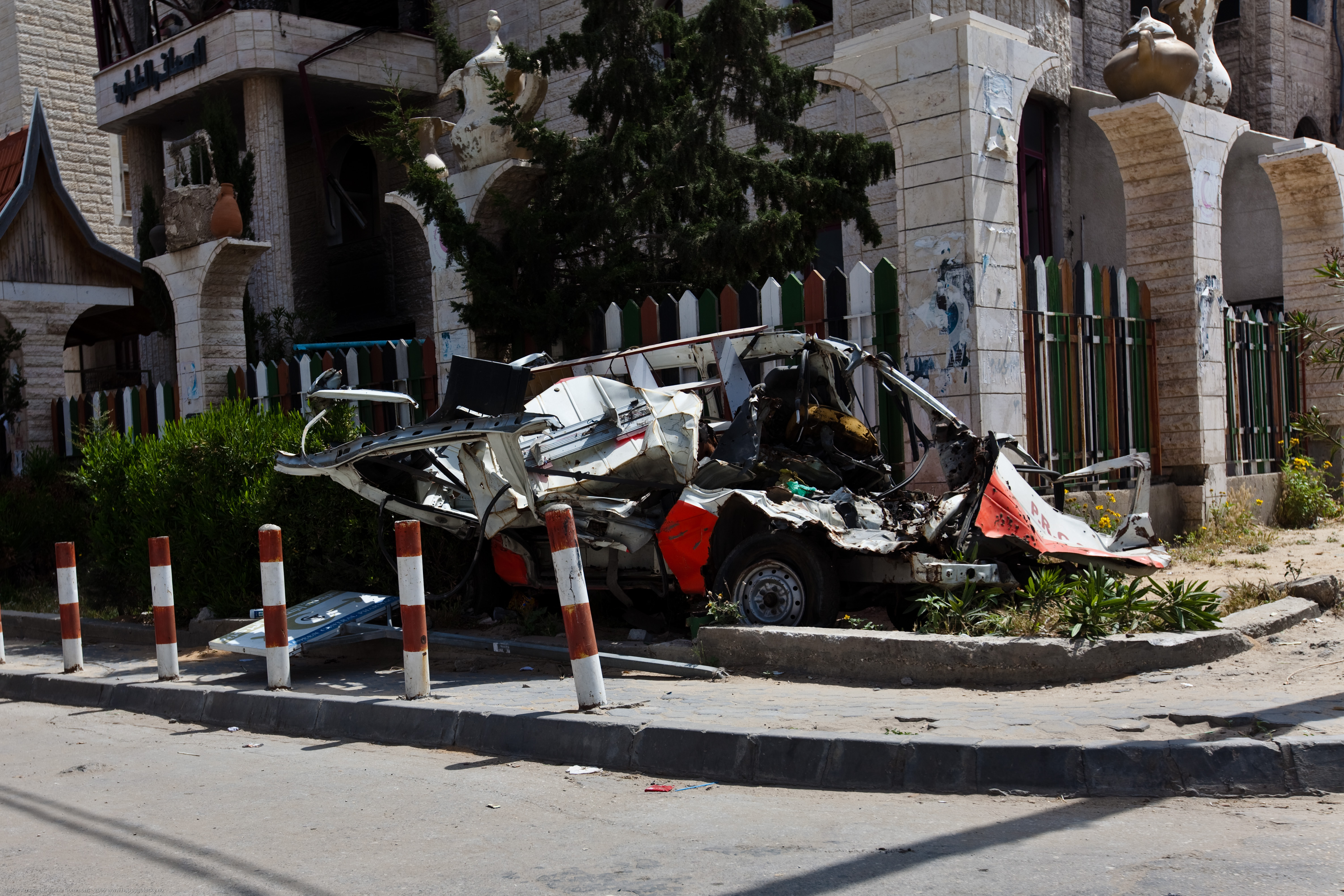
قصف سيارة إسعاف في قطاع غزة من طرف جيش الاحتلال الإسرائيلي